# Ищенко, Иван Николаевич
Ива́н Никола́евич Ищенко (5 [17] июля 1891, Пустоваровка — 22 ноября 1975, Киев) — советский хирург. Доктор медицинских наук (1941), профессор (1944). Член-корреспондент АН УССР (1945). Заслуженный деятель науки и техники УССР (1942). Генерал-майор медицинской службы.

## Биография
С 1941 по 1943 год был главным хирургом Юго-Западного, Сталинградского, Донского фронтов. После войны вернулся в Киевский медицинский институт и вплоть до 1955 года руководил кафедрой общей хирургии.
Скончался 22 ноября 1975 года и был похоронен на Байковом кладбище.

## Ученики
Под руководством И. Ищенко было подготовлено 25 диссертационных работ.

## Публикации
- Операции на желчных путях и печени. — Здоровья, 1966. — 475 с. Архивная копия от 17 июля 2014 на Wayback Machine

## Память
- Бюст И. Ищенко на территории Киевского военного госпиталя (50°25′57″ с. ш. 30°31′45″ в. д.HGЯO)